# Shcherbinait
Shcherbinait (russisch Щербинаит, IMA-Symbol Shc) ist ein sehr selten vorkommendes Mineral aus der Mineralklasse der „Oxide und Hydroxide“ mit der Summenformel V5+4O10 oder der vereinfachten Verhältnisformel V2O5 und damit chemisch gesehen Vanadium(V)-oxid.
Shcherbinait kristallisiert im orthorhombischen Kristallsystem und entwickelt nadelige, nach der c-Achse [001] gestreckte Kristalle sowie Rotationszwillinge mit der a-Achse [100] als Drehachse bis etwa einen Zentimeter Länge mit einem glasähnlichen Glanz auf den Oberflächen. Er findet sich aber auch in Form feinfaseriger Mineral-Aggregate. Das durchscheinende Mineral ist von gelbgrüner bis goldgelber, im Durchlicht auch strohgelber, Farbe. Als idiochromatisches Mineral hinterlässt Shcherbinait auch auf der Strichtafel einen blassgelben Strich.

## Etymologie und Geschichte
Shcherbinait wurde erstmals in Mineralproben entdeckt, die am Vulkan Besymjanny auf der Halbinsel Kamtschatka im russischen Föderationskreis Ferner Osten gesammelt wurden. Die Analyse und eine erste Beschreibung wurde zunächst 1970 durch Leonid Fjodorowitsch Borissenko (1922–2000; russisch: Леонид Федорович Борисенко), E. K. Serafimowa, M. E. Kasakowa und N. G. Shumyatskaya (russisch: Л. Ф. Борисенко, Е. К. Серафимова, М. Е. Казакова, Н. Г. Шумяцкая) unter dem Titel „Erster Fund von kristallinem V2O5 in den Produkten von Vulkanausbrüchen in Kamtschatka“ (russisch: Первая находка кристаллической V2O5 в продуктах вулкалических извержений Камчатки) veröffentlicht.
Die eigentliche Erstbeschreibung als Mineral erfolgte durch Borissenko, der das Mineral nach dem russischen Geochemiker und Mineralogen Wladimir Witaljewitsch Schtscherbina (englisch: Vladimir Vital’evich Shcherbina; russisch: Владимир Витальевич Щербина; 1907–1978) benannte. Die korrekte Transkription ins Deutsche wäre demnach Schtscherbinait. Von der International Mineralogical Association (IMA) wurde das Mineral allerdings mit der englischen Schreibweise des Namens (Shcherbinaite) anerkannt, die auch im Deutschen (ohne das im Englischen angehängte ‚e‘) übernommen wurde.
Die Untersuchungsergebnisse und der gewählte Name wurden 1971 zur Prüfung an die IMA (interne Eingangs-Nr.: 1971-021) gesandt, die den Shcherbinait als eigenständige Mineralart anerkannte. Die Publikation der Erstbeschreibung folgte ein Jahr später im russischen Fachmagazin Записки Всесоюзного Минералогического Общества [Sapiski Wsessojusnogo Mineralogitscheskogo Obschtschestwa] und wurde 1973 mit der Publikation der New Mineral Names im englischsprachigen Fachmagazin American Mineralogist nochmals bestätigt.
Das Typmaterial des Minerals wird im Mineralogischen Museum der Russischen Akademie der Wissenschaften in Moskau unter der Katalog-Nr. vis6272 aufbewahrt.

## Klassifikation
Bereits in der veralteten 8. Auflage der Mineralsystematik nach Strunz gehörte der Shcherbinait (als Vanadinocker) zur Mineralklasse der „Oxide und Hydroxide“ und dort zur Abteilung der „MxOy-Verbindungen mit M : O < 1 : 2“, wo er zusammen mit dem Tantalocker Tantit die „Vanadinoxid“-Gruppe mit der System-Nr. IV/E.01 bildete.
Im Lapis-Mineralienverzeichnis nach Stefan Weiß, das sich aus Rücksicht auf private Sammler und institutionelle Sammlungen noch nach dieser alten Form der Systematik von Karl Hugo Strunz richtet, erhielt das Mineral die System- und Mineral-Nr. IV/G.09-10. In der „Lapis-Systematik“ entspricht dies ebenfalls der Klasse der „Oxide und Hydroxide“ und dort der Abteilung „Vanadiumoxide (Polyvanadate mit V4+/5+)“, wobei in den Gruppen IV/G.09 bis 12 die Schichtvanadate, als typische Vanadiumbronzen eingeordnet sind. Shcherbinait bildet hier zusammen mit Bassoit und Cavoit eine eigenständige, aber unbenannte Gruppe (Stand 2018).
Die von der International Mineralogical Association (IMA) zuletzt 2009 aktualisierte 9. Auflage der Strunz’schen Mineralsystematik ordnet den Shcherbinait ebenfalls in die Abteilung der „V[5,6]-Vanadate“ ein. Diese ist allerdings weiter unterteilt nach der Struktur der Vanadatkomplexe, so dass das Mineral entsprechend seinem Aufbau in der Unterabteilung „Schichtvanadate (Phyllovanadate)“ zu finden ist, wo es als einziges Mitglied die unbenannte Gruppe 4.HE.10 bildet.
Auch die vorwiegend im englischen Sprachraum gebräuchliche Systematik der Minerale nach Dana ordnet den Shcherbinait in die Klasse der „Oxide und Hydroxide“ und dort in die Abteilung der „Oxidminerale“ ein. Hier ist er als einziges Mitglied in der unbenannten Gruppe 04.06.01 innerhalb der Unterabteilung „Einfache nicht klassifizierte Oxide“ zu finden.

## Chemismus
In der idealen (theoretischen) Zusammensetzung von Shcherbinait (V2O5) besteht das Mineral aus Vanadium (V5+) und Sauerstoff (O2−) im Stoffmengenverhältnis von 2 : 5, was einem Massenanteil (Gewichts-%) von 56,02 Gew.-% V und 43,98 Gew.-% O.
Bei der Analyse der natürlichen Mineralproben aus der Typlokalität am Kamtschatka-Vulkan Besymjanny konnte neben 39 Gew.-% V2O5 noch 3,9 Gew.-% Na2O bei einem durch die Analyse verursachten Glühverlust (LOI, Loss on ignition) von 12,5 Gew.-% gemessen werden.

## Kristallstruktur
Shcherbinait kristallisiert in der orthorhombischen Raumgruppe Pmmn (Raumgruppen-Nr. 59) mit den Gitterparametern a = 11,51 Å; b = 3,56 Å und c = 4,37 Å sowie einer Formeleinheit pro Elementarzelle.

## Bildung und Fundorte
Shcherbinait bildet sich als Sublimationsprodukt aus salzsäure- und fluorwasserstoffreichen vulkanischen Gasen an den Wänden vulkanischer Risse bei einer Temperatur zwischen 500 und 550 °C.
Außer an seiner Typlokalität am Vulkan Besymjanny konnte das Mineral auf Kamtschatka nur noch am Tolbatschik, genauer an den Rissen der großen Spalteneruption sowie am ersten und zweiten Schlackenkegel des nördlichen Ausbruchs entdeckt werden. Weitere Fundorte in Russland sind bisher nicht bekannt.
Der bisher einzige bekannte Fundort in Deutschland ist die Absetzerhalde des Tagebaus Lichtenberg in der Uran-Lagerstätte bei Ronneburg in Thüringen.
Am Vulkan Izalco im Departamento Sonsonate von El Salvador fand sich Shcherbinait in Paragenese mit Bannermanit, Chalkanthit, Chalkocyanit, Fingerit, Stoiberit und Ziesit.
Des Weiteren kennt man Shcherbinait nur noch aus einer metamorphen Massiv-Sulfid-Lagerstätte mit Zink-Vererzungen etwa 11 km südöstlich von Vihanti in der westfinnischen Landschaft Nordösterbotten und vom Vulkan Colima im mexikanischen Bundesstaat Jalisco (Stand 2020).
Auch in der Kupfer-Grube „Cliff-Mine“ am Oberen See (englisch Lake Superior) in der kanadischen Provinz Ontario soll Vanadinocker als erdiges, gelbliches Pulver auf Quarz gefunden worden sein.